# Comparaison des langages de programmation multi-paradigmes
Les langages de programmation peuvent être regroupées par le nombre et les types de paradigmes pris en charge.

## Résumés des paradigmes
Une référence concise des paradigmes de programmation répertoriés dans cet article.
- La programmation concurrente – Intègre des éléments de langage pour la concurrence, tels que le multi-threading, le soutien pour le calcul distribué, le passage de messages, les ressources partagées (y compris la mémoire partagée) ou les contrats à terme.
- Programmation par acteur – Utilise des acteurs pour le calcul parallèle, lesquels prennent des décisions locales en réponse à leur environnement, et peuvent faire preuve de comportement égoïste ou concurrentiel.
- Programmation par contraintes – Exprime les relations entre variables sous forme de contraintes (ou réseaux de contraintes) pour diriger les solutions admissibles, utilisant des techniques comme la satisfaction de contraintes ou l'algorithme du simplexe.
- Programmation par flux de données – Provoque le recalcul forcé des formules lorsque les valeurs des données changent (par exemple, dans les feuilles de calcul).
- Programmation déclarative – Décrit ce qu'un calcul doit accomplir sans spécifier en détail les modifications d'état, contrairement à la programmation impérative. La programmation fonctionnelle et logique sont les principaux sous-groupes de ce paradigme.
- La programmation distribuée – Prend en charge plusieurs ordinateurs autonomes qui communiquent via des réseaux informatiques.
- Programmation fonctionnelle – Utilise l'évaluation de fonctions mathématiques et évite les états et les données modifiables.
- Programmation générique – Emploie des algorithmes définis en termes de types à déterminer ultérieurement, instanciés au besoin pour des types spécifiques fournis en tant que paramètres.
- La programmation impérative – Comprend des déclarations explicites qui modifient l'état d'un programme.
- La programmation logique – Utilise explicitement la logique mathématique pour la programmation.
- La métaprogrammation – Consiste à écrire des programmes qui écrivent ou manipulent d'autres programmes (ou eux-mêmes) comme données, ou à effectuer une partie du travail au moment de la compilation plutôt qu'à l'exécution.
  - Modèle de métaprogrammation – Méthode de métaprogrammation où des modèles sont utilisés par un compilateur pour générer du code source, lequel est fusionné avec le reste du code source, puis compilé.
  - Réfléchissant programmation – Méthode de métaprogrammation où un programme peut se modifier ou s'étendre lui-même.
- Programmation orientée objet – Utilise des structures de données composées de champs de données et de méthodes, appelées objets, pour la conception de programmes.
  - Programmation basée sur des classes – Variante de la programmation orientée objet où l'héritage est atteint par la définition de classes d'objets plutôt que par les objets eux-mêmes.
  - Programmation  basé sur des prototypes – Variante de la programmation orientée objet qui évite les classes et implémente l'héritage par clonage d'instances.
- Pipeline de programmation – Introduit une syntaxe modifiant légèrement les appels de fonctions imbriqués, conçue initialement sans cette fonctionnalité.
- Programmation logique – Utilise un réseau de règles constituant une base de connaissances, applicable aux systèmes experts et à la déduction de problèmes et leur résolution.
- La programmation visuelle – Manipule graphiquement les éléments du programme plutôt que de les spécifier sous forme de texte (par exemple, Simulink), également appelée programmation schématique[1].

## Résumés des langages
| Valeur | Description                                                        |
| ------ | ------------------------------------------------------------------ |
| Oui    | Le langage possède ce paradigme                                    |
| Non    | Le langage ne possède pas ce paradigme                             |
| Bibli  | Le paradigme n'est accessible nativement mais via une bibliothèque |

| Langage                                                                                           | Nombre de Paradigmes | Concurrente                           | Par contrainte | Par flux de données | Déclarative | Distribuée | Fonctionnelle | Métaprogrammation | Générique | Impérative | Logique | Réfléchissant | Orienté-objet | Pipelines de programmation | Visuelle | Règles de base | Autres paradigmes                                                                           |
| ------------------------------------------------------------------------------------------------- | -------------------- | ------------------------------------- | -------------- | ------------------- | ----------- | ---------- | ------------- | ----------------- | --------- | ---------- | ------- | ------------- | ------------- | -------------------------- | -------- | -------------- | ------------------------------------------------------------------------------------------- |
| Ada,                                                                                              | 5                    | Oui                                   | Non            | Non                 | Non         | Oui        | Non           | Non               | Oui       | Oui        | Non     | Non           | Oui           | Non                        | Non      | Non            | Non                                                                                         |
| ALF                                                                                               | 2                    | Non                                   | Non            | Non                 | Non         | Non        | Oui           | Non               | Non       | Non        | Oui     | Non           | Non           | Non                        | Non      | Non            | Non                                                                                         |
| AmigaE[réf. nécessaire]                                                                           | 2                    | Non                                   | Non            | Non                 | Non         | Non        | Non           | Non               | Non       | Oui        | Non     | Non           | Oui           | Non                        | Non      | Non            | Non                                                                                         |
| APL                                                                                               | 3                    | Non                                   | Non            | Non                 | Non         | Non        | Oui           | Non               | Non       | Oui        | Non     | Non           | Non           | Non                        | Non      | Non            | Tableau (multi-dimensionnel)                                                                |
| BETA [réf. nécessaire]                                                                            | 3                    | Non                                   | Non            | Non                 | Non         | Non        | Oui           | Non               | Non       | Oui        | Non     | Non           | Oui           | Non                        | Non      | Non            | Non                                                                                         |
| C++                                                                                               | 7 (15)               | Oui,                                  | Bibli          | Bibli,              | Bibli,      | Bibli,     | Oui           | Oui               | Oui       | Oui        | Bibli,  | Bibli         | Oui           | Oui                        | Non      | Bibli          | Tableau (multi-dimensionnel); en utilisant STL)                                             |
| C#                                                                                                | 6 (7)                | Oui                                   | Non            | Bibli               | Non         | Non        | Oui           | Non               | Oui       | Oui        | Non     | Oui           | Oui           | Non                        | Non      | Non            | reactive                                                                                    |
| ChucK [réf. nécessaire]                                                                           | 3                    | Oui                                   | Non            | Non                 | Non         | Non        | Non           | Non               | Non       | Oui        | Non     | Non           | Oui           | Non                        | Non      | Non            | Non                                                                                         |
| Claire                                                                                            | 2                    | Non                                   | Non            | Non                 | Non         | Non        | Oui           | Non               | Non       | Non        | Non     | Non           | Oui           | Non                        | Non      | Non            | Non                                                                                         |
| Common Lisp                                                                                       | 5                    | Bibli                                 | Bibli          | Bibli               | Oui         | Bibli      | Oui           | Oui               | Oui       | Oui        | Bibli   | Oui           | Oui ,         | Bibli                      | Bibli    | Bibli          | Dispatch multiple, système meta-orienté objet, language extensible via métaprogrammation.   |
| Curl                                                                                              | 5                    | Non                                   | Non            | Non                 | Non         | Non        | Oui           | Non               | Oui       | Oui        | Non     | Oui           | Oui           | Non                        | Non      | Non            | Non                                                                                         |
| Curry                                                                                             | 4                    | Oui                                   | Oui            | Non                 | Non         | Non        | Oui           | Non               | Non       | Non        | Oui     | Non           | Non           | Non                        | Non      | Non            | Non                                                                                         |
| D (version 2.0),                                                                                  | 6                    | Oui                                   | Non            | Non                 | Non         | Non        | Oui           | Oui,              | Oui       | Oui        | Non     | Non           | Oui           | Non                        | Non      | Non            | Non                                                                                         |
| Dylan[réf. nécessaire]                                                                            | 3                    | Non                                   | Non            | Non                 | Non         | Non        | Oui           | Non               | Non       | Non        | Non     | Oui           | Oui           | Non                        | Non      | Non            | Non                                                                                         |
| E                                                                                                 | 3                    | Oui                                   | Non            | Non                 | Non         | Oui        | Non           | Non               | Non       | Non        | Non     | Non           | Oui           | Non                        | Non      | Non            | Non                                                                                         |
| ECMAScript, (ActionScript, E4X, JavaScript, JScript)                                              | 4 (5)                | partiel (promises, extensions native) | Non            | Non                 | Non         | Non        | Oui           | Non               | Non       | Oui        | Non     | Oui           | Oui           | Non                        | Non      | Non            | reactive                                                                                    |
| Embarcadero Delphi                                                                                | 3                    | Non                                   | Non            | Non                 | Non         | Non        | Non           | Non               | Oui       | Oui        | Non     | Non           | Oui           | Non                        | Non      | Non            | Non                                                                                         |
| Erlang                                                                                            | 3                    | Oui                                   | Non            | Non                 | Non         | Oui        | Oui           | Non               | Non       | Non        | Non     | Non           | Non           | Oui                        | Non      | Non            | Non                                                                                         |
| Elixir                                                                                            | 4                    | Oui                                   | Non            | Non                 | Non         | Oui        | Oui           | Oui               | Non       | Non        | Non     | Non           | Non           | Oui                        | Non      | Non            | Non                                                                                         |
| Elm                                                                                               | 6                    | Oui                                   | Non            | Oui                 | Oui         | Non        | Oui           | Non               | Oui       | Non        | Non     | Non           | Non           | Oui                        | Non      | Non            | reactive                                                                                    |
| F#                                                                                                | 7 (8)                | Oui                                   | Non            | Bibli               | Oui         | Non        | Oui           | Non               | Oui       | Oui        | Non     | Oui           | Oui           | Non                        | Non      | Non            | reactive                                                                                    |
| Falcon                                                                                            | 4                    | Non                                   | Non            | Non                 | Non         | Non        | Oui           | Oui               | Non       | Non        | Non     | Oui           | Oui           | Non                        | Non      | Non            | Non                                                                                         |
| Fortran                                                                                           | 4 (5)                | Oui                                   | Non            | Non                 | Non         | Non        | Oui           | Non               | Oui       | Non        | Non     | Non           | Oui           | Non                        | Non      | Non            | Tableau (multi-dimensionnel)                                                                |
| Go                                                                                                | 4                    | Oui                                   | Non            | Non                 | Non         | Non        | Non           | Non               | Non       | Oui        | Non     | Oui           | Non           | Oui                        | Non      | Non            | Non                                                                                         |
| Haskell                                                                                           | 2?                   | Oui                                   | Bibli          | Non                 | Oui         | Bibli      | Oui (lazy)    | Non               | Oui       | Oui        | Non     | Non           | Non           | Non                        | Oui      | Non            | Template:Reactive, dependent types (partial)                                                |
| Io                                                                                                | 4                    | Oui                                   | Non            | Non                 | Non         | Non        | Oui           | Non               | Non       | Oui        | Non     | Non           | Oui           | Non                        | Non      | Non            | Non                                                                                         |
| J [réf. nécessaire]                                                                               | 3                    | Non                                   | Non            | Non                 | Non         | Non        | Oui           | Non               | Non       | Oui        | Non     | Non           | Oui           | Non                        | Non      | Non            | Non                                                                                         |
| Java                                                                                              | 6                    | Oui                                   | Bibli          | Bibli               | Non         | Non        | Oui           | Non               | Oui       | Oui        | Non     | Oui           | Oui           | Non                        | Non      | Non            | Non                                                                                         |
| Julia                                                                                             | 9 (17)               | Oui                                   | Bibli          | Bibli,              | Bibli       | Oui        | Oui (eager)   | Oui               | Oui       | Oui        | Bibli   | Oui           | Oui           | Oui                        | Non      | Bibli,         | Multiple dispatch, Array (multi-dimensional); optionally lazy and reactive (with libraries) |
| Kotlin                                                                                            | 8                    | Oui                                   | Non            | Non                 | Non         | Non        | Oui           | Oui               | Oui       | Oui        | Non     | Oui           | Oui           | Oui                        | Non      | Non            | Non                                                                                         |
| LabVIEW                                                                                           | 4                    | Oui                                   | Non            | Oui                 | Non         | Non        | Non           | Non               | Non       | Non        | Non     | Non           | Oui           | Non                        | Oui      | Non            | Non                                                                                         |
| Lava                                                                                              | 2                    | Non                                   | Non            | Non                 | Non         | Non        | Non           | Non               | Non       | Non        | Non     | Non           | Oui           | Non                        | Oui      | Non            | Non                                                                                         |
| Leda                                                                                              | 4                    | Non                                   | Non            | Non                 | Non         | Non        | Oui           | Non               | Non       | Oui        | Oui     | Non           | Oui           | Non                        | Non      | Non            | Non                                                                                         |
| LispWorks (version 6.0 with support for symmetric multi-processing, rules, logic (Prolog), CORBA) | 9                    | Oui                                   | Non            | Non                 | Non         | Oui        | Oui           | Oui               | Non       | Oui        | Oui     | Oui           | Oui           | Non                        | Non      | Oui            | Non                                                                                         |
| Lua [réf. nécessaire]                                                                             | 3                    | Non                                   | Non            | Non                 | Non         | Non        | Oui           | Non               | Non       | Oui        | Non     | Non           | Oui           | Non                        | Non      | Non            | Non                                                                                         |
| MATLAB                                                                                            | 6 (10)               | Toolbox                               | Toolbox        | Oui                 | Non         | Toolbox    | Non           | Oui               | Oui       | Non        | Non     | Oui           | Oui           | Non                        | Oui      | Non            | Tableau (multi-dimensionnel)                                                                |
| Nemerle                                                                                           | 7                    | Oui                                   | Non            | Non                 | Non         | Non        | Oui           | Oui               | Oui       | Oui        | Non     | Oui           | Oui           | Non                        | Non      | Non            | Non                                                                                         |
| Object Pascal                                                                                     | 4                    | Oui                                   | Non            | Non                 | Non         | Non        | Oui           | Non               | Non       | Oui        | Non     | Non           | Oui           | Non                        | Non      | Non            | Non                                                                                         |
| OCaml                                                                                             | 4                    | Non                                   | Non            | Non                 | Non         | Non        | Oui           | Non               | Oui       | Oui        | Non     | Non           | Oui           | Non                        | Non      | Non            | Non                                                                                         |
| Oz                                                                                                | 9                    | Oui                                   | Oui            | Oui                 | Non         | Oui        | Oui           | Non               | Non       | Oui        | Oui     | Non           | Oui           | Non                        | Non      | Oui            | Non                                                                                         |
| Perl [réf. nécessaire]                                                                            | 8 (9)                | Oui                                   | Bibli          | Oui                 | Non         | Non        | Oui           | Oui               | Non       | Oui        | Non     | Oui           | Oui           | Oui                        | Non      | Non            | Non                                                                                         |
| PHP,                                                                                              | 4                    | Non                                   | Non            | Non                 | Non         | Non        | Oui           | Non               | Non       | Oui        | Non     | Oui           | Oui           | Non                        | Non      | Non            | Non                                                                                         |
| Poplog                                                                                            | 3                    | Non                                   | Non            | Non                 | Non         | Non        | Oui           | Non               | Non       | Oui        | Oui     | Non           | Non           | Non                        | Non      | Non            | Non                                                                                         |
| Prograph                                                                                          | 3                    | Non                                   | Non            | Oui                 | Non         | Non        | Non           | Non               | Non       | Non        | Non     | Non           | Oui           | Non                        | Oui      | Non            | Non                                                                                         |
| Python                                                                                            | 5 (10)               | Bibli,                                | Bibli          | Non                 | Non         | Bibli      | Partiel       | Oui,              | Oui,      | Oui        | Bibli   | Oui           | Oui           | Non                        | Non      | Non            | structured                                                                                  |
| R                                                                                                 | 4                    | Non                                   | Non            | Non                 | Non         | Non        | Oui           | Non               | Non       | Oui        | Non     | Oui           | Oui           | Oui                        | Non      | Non            | Tableau (multi-dimensionnel)                                                                |
| Racket                                                                                            | 6                    | Non                                   | Non            | Non                 | Non         | Non        | Oui           | Oui               | Non       | Oui        | Oui     | Oui           | Oui           | Non                        | Non      | Non            | Non                                                                                         |
| Raku                                                                                              | 10                   | Oui                                   | Oui            | Oui                 | Non         | Bibli      | Oui           | Oui               | Oui       | Oui        | Non     | Oui           | Oui           | Oui                        | Non      | Non            | Multiple dispatch, lazy lists, reactive.                                                    |
| ROOP                                                                                              | 3                    | Non                                   | Non            | Non                 | Non         | Non        | Non           | Non               | Non       | Oui        | Oui     | Non           | Non           | Non                        | Non      | Oui            | Non                                                                                         |
| Ruby                                                                                              | 4                    | Non                                   | Non            | Non                 | Non         | Oui        | Oui           | Non               | Non       | Oui        | Non     | Oui           | Oui           | Non                        | Non      | Non            | Non                                                                                         |
| Rust (version 1.0.0-alpha)                                                                        | 6                    | Oui                                   | Non            | Non                 | Non         | Non        | Oui           | Oui,              | Oui       | Oui        | Non     | Non           | Oui           | Non                        | Non      | Non            | linear, affline, and ownership types                                                        |
| Sather[citation nécessaire]                                                                       | 2                    | Non                                   | Non            | Non                 | Non         | Non        | Oui           | Non               | Non       | Non        | Non     | Non           | Oui           | Non                        | Non      | Non            | Non                                                                                         |
| Scala,                                                                                            | 9                    | Oui                                   | Non            | Oui                 | Oui         | Non        | Oui           | Oui               | Oui       | Oui        | Non     | Oui           | Oui           | Non                        | Non      | Non            | Non                                                                                         |
| Simula[citation nécessaire]                                                                       | 2                    | Non                                   | Non            | Non                 | Non         | Non        | Non           | Non               | Non       | Oui        | Non     | Non           | Oui           | Non                        | Non      | Non            | Non                                                                                         |
| SISAL                                                                                             | 3                    | Oui                                   | Non            | Oui                 | Non         | Non        | Oui           | Non               | Non       | Non        | Non     | Non           | Non           | Non                        | Non      | Non            | Non                                                                                         |
| Spreadsheets                                                                                      | 2                    | Non                                   | Non            | Non                 | Non         | Non        | Oui           | Non               | Non       | Non        | Non     | Non           | Non           | Non                        | Oui      | Non            | Non                                                                                         |
| Swift                                                                                             | 3                    | Non                                   | Non            | Non                 | Non         | Non        | Oui           | Non               | Non       | Oui        | Non     | Non           | Oui           | Non                        | Non      | Non            | block-structured                                                                            |
| Tcl with Snit extension [citation nécessaire]                                                     | 3                    | Non                                   | Non            | Non                 | Non         | Non        | Oui           | Non               | Non       | Oui        | Non     | Non           | Oui,          | Non                        | Non      | Non            | Non                                                                                         |
| Visual Basic .NET                                                                                 | 6 (7)                | Oui                                   | Non            | Bibli               | Non         | Non        | Oui           | Non               | Oui       | Oui        | Non     | Oui           | Oui           | Non                        | Non      | Non            | reactive                                                                                    |
| Windows PowerShell                                                                                | 6                    | Non                                   | Non            | Non                 | Non         | Non        | Oui           | Non               | Oui       | Oui        | Non     | Oui           | Oui           | Oui                        | Non      | Non            | Non                                                                                         |
| Wolfram Language & Mathematica                                                                    | 13 (14)              | Oui                                   | Oui            | Oui                 | Oui         | Oui        | Oui           | Oui               | Oui       | Oui        | Oui     | Oui           | Oui           | Non                        | Non      | Oui            | Knowledge Based                                                                             |